# C/2011 Y3 (Boattini)
C/2011 Y3 (Boattini) — одна з короткоперіодичних комет родини Юпітера. Комета була відкрита 25 грудня 2011 року, коли мала 18.9m.